# Odei Jainaga
Odei Jainaga Larrea, född 14 oktober 1997 i Éibar, är en spansk spjutkastare. Han innehar det spanska rekordet i spjutkastning med ett kast på 84,80 meter.
Hans mor, Cristina Larrea, blev spansk mästare i spjutkastning 1992, 1993 och 1994.

## Karriär
I maj 2017 förbättrade Jainaga sitt personbästa i spjut till 77,66 meter vid en tävling i Soria, vilket var det tredje längsta kastet av en spansk spjutkastare genom tiderna. Det blev även ett nytt spanskt U23-rekord. I juli 2017 tog han guld vid spanska mästerskapen i Barcelona efter ett kast på 73,50 meter.
I februari 2018 förbättrade Jainaga sitt spanska U23-rekord till 77,95 meter vid en tävling i Getxo. Samma månad blev Jainaga den första spanska spjutkastaren att kasta över 80 meter då han kastade 80,64 meter vid en tävling i Castellón. Han slog då Gustavo Dacals tidigare spanska rekord som hade stått sig sedan 2003. Rekordet slogs sedan 2019 av Manu Quijera.
I augusti 2020 noterade Jainaga ett nytt spanskt rekord vid en tävling i León med ett kast på 81,90 meter. Följande månad förbättrade han sitt spanska rekord ytterligare till 84,10 meter vid en tävling i Madrid. I september 2020 tog Jainaga även sitt andra guld vid spanska mästerskapen och noterade ett nytt mästerskapsrekord med ett kast på 83,51 meter.
I maj 2021 förbättrade Jainaga sitt spanska rekord med 70 centimeter till 84,80 meter vid europeiska lagmästerskapen i Chorzów. Under större delen av säsongen drogs Jainaga dock med skadebekymmer i axeln och vid OS i Tokyo 2021 tog han sig inte vidare från kvalet i spjuttävlingen.

## Internationella tävlingar
| År                   | Tävling                    | Plats                | Placering            | Gren                 | Distans              |
| Tävlande för Spanien | Tävlande för Spanien       | Tävlande för Spanien | Tävlande för Spanien | Tävlande för Spanien | Tävlande för Spanien |
| -------------------- | -------------------------- | -------------------- | -------------------- | -------------------- | -------------------- |
| 2016                 | Juniorvärldsmästerskapen   | Bydgoszcz            | 34:e (kval)          | Spjutkastning        | 63,63 m              |
| 2017                 | U23-europamästerskapen     | Bydgoszcz            | 15:e (kval)          | Spjutkastning        | 69,07 m              |
| 2018                 | Medelhavsspelen            | Tarragona            | 8:e                  | Spjutkastning        | 63,51 m              |
| 2021                 | Europeiska lagmästerskapen | Chorzów              | 3:e                  | Spjutkastning        | 84,80 m 0NR0         |
| 2021                 | Olympiska sommarspelen     | Tokyo                | 29:e (kval)          | Spjutkastning        | 73,11 m              |

## Personliga rekord
Utomhus
- Spjutkastning – 84,80 (Chorzów, 29 maj 2021) 0NR0[14]